# Marsilea mutica
Espèce
Statut de conservation UICN

LC : Préoccupation mineure
Marsilea mutica ,le Trèfle d'eau panaché est une fougère aquatique de la famille des Marsileaceae et de l'ordre des Salviniales originaire de Nouvelle-Calédonie et d' Australie.

## Description
Fougère aquatique a feuilles flottantes possédant un long rhizome rampant très ramifié. Frondes apparaissant seules le long du rhizome, pratiquement glabres à l'exception de quelques poils parfois présents à la base des folioles. Tige généralement longue de 5 à 30 cm, mais parfois beaucoup plus (90cm) en fonction de la profondeur. Folioles de 5 à 50 mm de long, généralement de 20 à 40 mm de large à l'apex, généralement plus étroites (5 à 20 mm de large) chez les plantes où le limbe flotte, légèrement brillant, de deux verts différents séparés par une bande brune ressemblant a un trèfle a quatre feuilles.
Sporocarpes solitaires ou, plus souvent, en groupes allant jusqu'à 4, sur une tige ramifiée de 1–2 cm de long, corps du sporocarpe globuleux. Ils portent des sores sur la face inférieure. La face supérieure est épaisse et dure. le mode de dissémination des spores est hydrochore.
L'espèce est présente dans les zones humides, les marécages, les étangs et pousse en bordure des eaux douces, mais aussi sur les terrains temporairement inondés.

## Répartition géographique et habitat
Originaire de Nouvelle-Calédonie et d' Australie: Nouvelle-Galles du Sud, Territoire du Nord, Queensland, Tasmanie et Australie occidentale régions où règne un climat tropical a subtropical voir tempérée. L' espèce est cependant résistante au froid et au gel si ces rhizomes restent sous la couche d'eau gelée l'hiver.
Elle vit sur la bordure des plans d'eau stagnante (mares, fossés) et sur les terrains temporairement inondés.

## Utilisation alimentaires
Ses sporocarpes étaient récoltés dans la nature et utilisés comme aliment par les aborigènes australiens, bien qu'ils présentent des risques potentiels pour la santé. Source d'amidon, les spores peuvent être broyées en poudre et utilisées comme de la farine. Elles sont astringentes et hautement indigestes. Les spores sont contenues dans le sporocarpe. Les sporocarpes sont une riche source de thiaminase, une enzyme qui peut détruire la vitamine B1 dans l'alimentation. En tant que tels, a considérer comme un aliment temporaire de dernier recours.